# Palaiargia ernstmayri
Palaiargia ernstmayri es una especie de zigóptero de la familia Platycnemididae. La especie es endémica de las montañas Arfak de Nueva Guinea, con solo cuatro observaciones.

## Taxonomía y sistemática
El nombre científico de la especie fue publicado por primera vez en 1972 por Lieftinck. Lieftinck basó la especie en especímenes de colecciones de museos recolectados en 1928 en el pueblo de Siwi por Ernst Mayr, y en 1957 en el pueblo de Sururai por Hardy. La especie ha sido reportada solo dos veces más, por S. Lamberts cerca de Mokwam en 2011 y por Marco Langbroek cerca de Syoubri en 2016.

## Descripción
Los machos de la especie son casi completamente oscuros, con dos llamativas franjas rojas en el pecho y manchas rojas entre los ojos. Los apéndices del abdomen inferior tienen forma de gancho.